# Algernon Percy, X conte di Northumberland
Algernon Percy, X duca di Northumberland (Ipswich, 29 settembre 1602 – Dublino, 13 ottobre 1668), è stato un militare inglese.

## Biografia

### La famiglia
Algernon Percy era il figlio terzogenito ma il primo dei sopravvissuti di Henry Percy, IX conte di Northumberland, il cosiddetto Wizard Earl. Sua madre era Dorothy Percy née Devereux, contessa di Northumberland, figlia di Walter Devereux, I conte di Essex e sorella di Robert Devereux, II conte di Essex, uno dei favoriti della regina Elisabetta I d'Inghilterra che venne giustiziato per tradimento nel 1601. Nel 1605, il IX conte venne accusato di partecipazione o complicità nel Gunpowder Plot e come risultato egli venne imprigionato nella Torre di Londra ove rimase sino al 1621. Il IX conte ebbe grande influenza nell'educazione del giovane Algernon malgrado il suo status di prigionieri, in quanto il figlio gli faceva visita 4-5 volte a settimana.
Sua sorella, Lucy Hay née Percy, vedova del conte di Carlisle, e suo fratello minore, Henry Percy, erano membri della corte della moglie di Carlo I, la regina Enrichetta Maria. Un'altra sorella, Dorothy sposò Robert Sidney, II conte di Leicester.

### Educazione e primi anni, 1615-24
Nel 1615, Algernon venne inviato a studiare al St John's College di Cambridge, e nel 1616 venne ammesso al Middle Temple di Londra. Egli ricevette il Master of Arts nel 1616 e divenne cavaliere dell'Ordine del Bagno.
Nel 1618, Algernon ed il suo tutore, Edward Douse, iniziarono un tour di sei anni nell'Europa continentale, visitando i Paesi Bassi, l'Italia e la Francia. Algernon fece ritorno in Inghilterra nel 1624 ricongiungendosi al padre da poco rilasciato dalla Torre.

### Vita pubblica prima delle Guerre Civili, 1624-42

#### Parlamento
Il primo servizio pubblico di Algernon fu l'ammissione al parlamento come deputato per la costituente del Sussex durante il "Felice Parlamento" del 1624-1625 e fu deputato invece per Chichester durante l'"Inutile Parlamento" del 1625-1626.
Nel marzo del 1626, Algernon venne elevato con un writ of acceleration alla Camera dei Lords assumendo il titolo baronale del padre e divenendo noto col nome di Lord Percy. Nel novembre del 1626 venne nominato Lord Luogotenente per il Cumberland, per il Westermorland e per il Northumberland. Percy divenne leader della camera dei Lords e si oppose al favorito di Carlo I d'Inghilterra, George Villiers, I duca di Buckingham.

#### Primo matrimonio
Nel 1629, Algernon sposò Anne Cecil, figlia di William Cecil, II conte di Salisbury, "malgrado il profondo disappunto del padre, che disse che il sangue di un Percy non si sarebbe mischiato con quello di un Cecil nemmeno se mischiato in un piatto". Il matrimonio, ad ogni modo, produsse cinque figlie femmine tra cui:
- Anne (n. 1654) che sposò Philip Stanhope, II conte di Chesterfield;
- Elizabeth (1636-1718), che sposò Arthur Capell, I conte di Essex.

Alla morte del IX conte nel 1632, Algernon Percy divenne il X conte di Northumberland.

#### Carriera navale

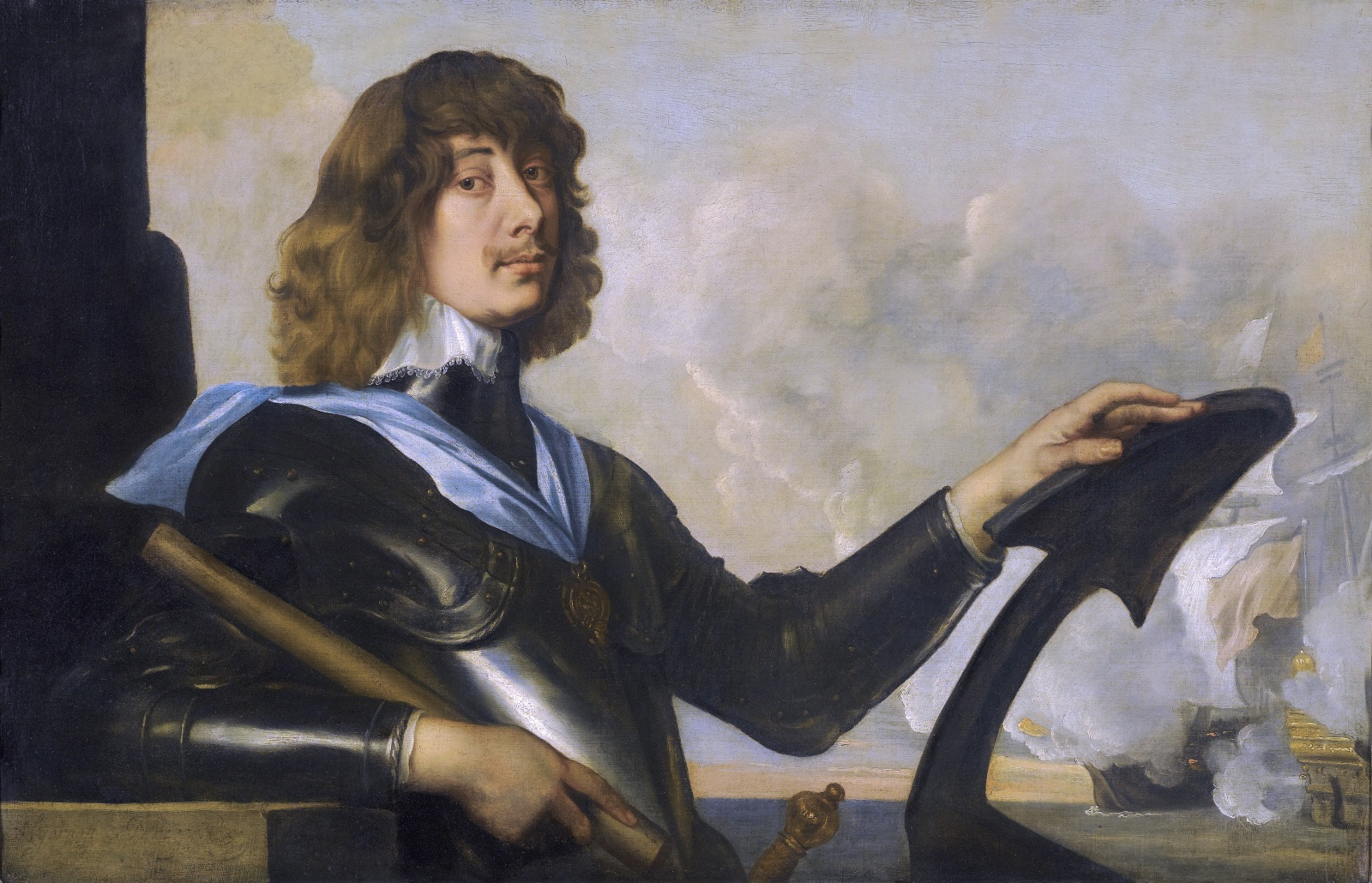
Algernon Percy

Negli anni trenta del Seicento, il X conte tentò di ingraziarsi la corte di Carlo I inizialmente senza successo malgrado le sue importanti connessioni con la corte della regina e malgrado la sua ammissione nell'Ordine della Giarrettiera nel 1635. Dal 1636-37 venne nominato ammiraglio e tentò di iniziare alcune riforme nella marina militare inglese, spesso bypassando i lord dell'ammiragliato e sottoponendo le sue proposte direttamente a re Carlo I ed al suo consiglio privato. Anche se molti storici sono concordi nel ritenere il conte di Northumberland come un puritano dal momento che egli si prodigò per eliminare tre ufficiali cattolici dalla marina.
La prima spedizione del conte di Northumberland come ammiraglio nel 1636 fu per forzare le navi olandesi ad abbandonare le acque di pesca che gli inglesi contendevano loro se non dietro pagamento di una licenza.

#### Lord High Admiral
Nel 1638, due sostenitori del conte di Northumberland a corte - Thomas Wentworth e l'arcivescovo di Canterbury William Laud - utilizzarono la loro influenza a corte perché il conte venisse nominato Lord High Adiral d'Inghilterra, posizione che era rimasta vacante dall'assassinio del duca di Buckingham nel 1628. A quel tempo, però, era chiaro che il figlio di Carlo I, Giacomo, sarebbe divenuto Lord High Adiral al raggiungimento della maggiore età sebbene le Guerre Civili fossero ormai all'apice e Carlo I rimosse Northumberland dal suo incarico nel 1642.

#### Verso le Guerre Civili
In risposta agli scozzesi che si opposero all'introduzione del Book of Common Prayer in Scozia nel 1637, Carlo I nominò una commissione di otto membri del suo consiglio privato a risolvere la faccenda. Il patrono del conte di Northumberland, Thomas Wentworth, era favorevole alla guerra con la Scozia, mentre lord Northumberland era contrario e temeva anche che le sue proprietà nella regione potessero essere occupate dai ribelli durante le ostilità. Ad ogni modo quando sia Wentworth che il conte di Northumberland vennero nominato generali per l'Inghilterra durante la seconda Guerra dei vescovi nel gennaio del 1640, il conte fu lieto di ammalarsi per evitare di seguire l'armata in campo aperto. Nel maggio del 1640, fu uno dei due membri della commissione del consiglio privato del re che si opposero alla dissoluzione del Breve parlamento, mossa che confermò la sua rottura con Wentworth (che Carlo I aveva recentemente nominato conte di Strafford) e lo portò in dispiacere al re.
Quando si riunì il Lungo parlamento, il conte di Northumberland divenne uno dei principali critici della politica del re. Durante il processo del conte di Strafford accusato di alto tradimento ed il conseguente bill of attainder contro di lui, lord Northumberland diede evidenza al suo piano di portare le truppe dell'esercito irlandese in Inghilterra.
Il fratello del conte di Northumberland, Henry, venne coinvolto nel First Army Plot del 1641, un tentativo di liberare lord Strafford dalla Torre di Londra per dissolvere il Lungo parlamento. Il conte di Northumberland incoraggiò suo fratello a scrivere una lettera per esporre il complotto dei realisti per recuperare lord Strafford, e successivamente John Pym, Denzil Holles e John Hampden si adoperarono per pubblicarla.

### Il ruolo del conte di Northumberland nella Guerra civile inglese, 1642-46

#### La rottura col re
Con lo scoppio della Guerra civile inglese, il conte di Northumberland divenne il membro di maggior peso del governo di Carlo I a passare dalla parte dei parlamentari.
La sua prima azione di definitiva rottura con l'autorità reale avvenne nel novembre del 1641 quando egli prestò giuramento all'istruzione parlamentare di preparare quattro navi cariche di uomini per essere inviate in Irlanda a sopprimere le locali ribellioni. Egli non supportò ad ogni modo la Grand Remonstrance. Ad ogni modo, quando James Stewart, I duca di Richmond suggerì nel gennaio del 1642 che il parlamento avrebbe dovuto aggiurnarsi per sei mesi, il conte di Northumberland promosse una protesta e nel febbraio di quello stesso anno egli venne nominato Lord Luogotenente del Sussex, del Pembrokeshire e di Anglesey. Lord Northumberland votò a favore della Militia Ordinance. Durante i successivi combattimenti tra realisti e parlamentari, il controllo del conte di Northumberland sulla marina inglese fu cruciale per la vittoria dei parlamentari. Come risultato, Carlo I rimosse lord Northumberland dal suo incarico di Lord High Admiral nel giugno del 1642 e Northumberland lasciò spontaneamente la posizione in segno di protesta. Nel luglio di quello stesso anno egli accettò la posizione propostagli dai parlamentari come membro del comitato di pubblica sicurezza.
Il conte di Northumberland, ad ogni modo, fu seccato della scelta promossa dal parlamento di nominare Robert Rich, II conte di Warwick piuttosto che lui all'incarico di nuovo Lord High Admiral. Colpito dall'estrema violenza della Battaglia di Edgehill e della Battaglia di Turnham Green alle quali prese parte, egli divenne leader del partito favorevole alla pace verso la metà del 1643.

#### Secondo matrimonio
Dopo la morte della prima moglie di morbillo nel 1637, il conte di Northumberland si risposò nell'ottobre del 1642 con lady Elizabeth, figlia di Theophilus Howard, II conte di Suffolk, cugina della sua prima moglie.

#### Passaggio alla fazione pacifista
Nell'aprile del 1643, lord Northumberland guidò la delegazione parlamentare proposta a negoziare con Carlo I a Oxford, ma Carlo non era intenzionato a cedere. Ritornato a Londra, il partito pacifista del conte di Northumberland venne pesantemente attaccato dal partito favorevole alla continuazione della guerra: ad esempio, nel giugno di quell'anno lo stesso conte venne accusato di complicità nel Waller's Plot, atto per il quale non venne mai processato. Nell'agosto Isaac Penington, sindaco di Londra, investigò sul fatto sperando di poter trovare delle prove di accusa contro il conte di Northumberland. Ad ogni modo, Algernon Percy non fu in grado di convincere il cugino Robert Devereux, III conte di Essex a supportare i negoziati di pace coi realisti, e decise infine di ritirarsi nella sua residenza di Petworth.

#### Passaggio alla fazione interventista
Northumberland non rimase a Petworth per lungo tempo. Anche se si opponeva all'alleanza tra i parlamentari e gli scozzesi contro il re, egli seguì il passaggio della Solemn League and Covenant nel settembre del 1643 e fece ritorno presto nella capitale inglese. Egli venne nominato quindi membro della Committee of Both Kingdoms come primo consigliere. Il conte di Northumberland si guadagnò la fama di sostenitore degli scozzesi in questa commissione - molti specularono sul fatto che le forze scozzesi stavano occupando le sue proprietà nel regno a nord. Malgrado questo egli continuò a favorire i negoziati con Carlo I le quali rimasero senza soluzione e spinsero sempre più il conte alla linea dura della guerra. Il conte di Northumberland fu uno dei quattro lord che votarono a favore della Self-denying Ordinance. Ben presto, Northumberland avrebbe dato prova di essere uno dei maggiori sostenitori della New Model Army.
Nel marzo del 1645, il parlamento nominò il conte di Northumberland al ruolo di tutore dei due figli di Carlo I, la principessa Elisabetta ed il duca di Gloucester (ed anche del duca di York nel luglio del 1646) e qualcuno sussurrò addirittura che in caso di caduta di Carlo I il conte di Northumberland avrebbe potuto essere tra i candidati ad una sua possibile successione. A seguito del fallimento dei negoziati di Uxbridge, il conte di Northumberland si schierò apertamente con gli interventisti. Malgrado la conversione politica del conte, egli non votò mai a favore della legge contro il suo vecchio patrono, l'arcivescovo Laud.

### 1647: Tra la prima e la seconda guerra civile inglese
All'inizio del 1647, il conte di Northumberland sedette con Edward Montagu, II conte di Manchester nel partito presbiteriano contro gli Indipendenti che cercavano di dare termini di pace decorosi per il re.
Nell'emergere della disputa tra parlamento e esercito, lord Northumberland si schierò con l'esercito e nel luglio del 1647 il conte fu uno dei nove pari inglesi a lasciare il parlamento per seguire le rivolte dell'esercito attorno a Westminster, organizzando anche incontri in una delle sue proprietà, Syon House.
Il conte di Northumberland fece un ultimo tentativo di negoziati con Carlo I nel dicembre del 1647 fallendo nuovamente.

#### Il ruolo nel regicidio
A seguito dello scoppio della Seconda guerra civile inglese, gran parte dei parlamentari si trovarono disillusi dal comportamento di Carlo I e votarono a favore della sua esecuzione. Il conte di Northumberland tentò di porre fine a questo movimento, opponendosi nel gennaio del 1648 al Vote of No Addresses, e tentando di negoziare nuovamente i termini della resa a Newport col re sul finire dell'anno.
Lord Northumberland sostenne la causa di Carlo I durante il Rump Parliament e quando il parlamento votò per l'istruzione del processo contro Carlo I nel gennaio del 1649 egli si oppose alla camera dei lords.

### La vita durante l'interregno inglese, 1649-60
Lord Northumberland si ritirò dalla vita pubblica dopo l'esecuzione di Carlo I. Nel maggio del 1649 egli venne sollevato dalla responsabilità di tutela dei figli del re e da qualsiasi altro incarico ufficiale. Nel 1655 venne per breve tempo posto agli arresti domiciliari dopo che John Thurloe lo aveva accusato di aver sobbillato i proprietari terrieri dell'area settentrionale a partecipare alla Penruddock uprising.
Il conte di Northumberland rifiutò le offerte propostegli sia da Oliver Cromwell che da Richard Cromwell per sedere nella Camera dei Lords dei loro parlamenti.

### Vita dopo la Restaurazione, 1660-68
Con l'avvento della Restaurazione inglese nel 1660, il conte di Northumberland tentò di rientrare in politica organizzando delle riunioni a Suffolk House che includevano Edward Montagu, II conte di Manchester, Denzil Holles, Oliver St John e William Pierrepont, e che aiutarono Carlo II d'Inghilterra ad accettare le condizioni offerte a Carlo I a Newport. Questi progetti, ad ogni modo, collassarono quando il generale Monck scelse di supportare la convenzione del parlamento dell'aprile del 1660.
Con il ritorno di Carlo II in Inghilterra nel maggio del 1660, il conte di Northumberland si fiondò a richiedere il favore del nuovo re. Egli si oppose ad ogni modo al passaggio della legge per l'esecuzione dei regicidi responsabili della morte di Carlo I.
Sul finire del maggio del 1660, Carlo II nominò il conte di Northumberland a suo consigliere privato e il conte venne anche nominato Lord Luogotenente del Sussex nell'agosto di quell'anno e Lord Luogotenente del Northumberland nel settembre. Il suo ritorno in politica venne completato dal suo servizio come Lord Gran Conestabile d'Inghilterra all'incoronazione di Carlo II nell'aprile del 1661. Il conte di Northumberland fu sostenitore strenuo del Clarendon Code e fu un efficiente organizzatore delle milizie locali.
Durante il periodo della restaurazione, l'alleato più solido che il conte di Northumberland poté avere a corte fu Edward Montagu, II conte di Manchester, mentre Edward Hyde, I conte di Clarendon gli fu costantemente nemico.
Lord Northumberland morì a Petworth il 13 ottobre 1668 e ivi venne sepolto. Suo figlio Joceline gli succedette al titolo comitale.

## Ascendenza
|                                           |                  |                                      | Genitori                               |  |  | Nonni |  |  | Bisnonni     |  |  | Trisnonni                                       |  |
|                                           |                  |                                      |                                        |  |  |       |  |  | Thomas Percy |  |  | Henry Algernon Percy, V conte di Northumberland |  |
|                                           |                  |                                      |                                        |  |  |       |  |  | Thomas Percy |  |  | Henry Algernon Percy, V conte di Northumberland |  |
|                                           |                  | Catherine Spencer                    |                                        |  |  |       |  |  | Thomas Percy |  |  |                                                 |  |
| Henry Percy, VIII conte di Northumberland |                  |                                      |                                        |  |  |       |  |  | Thomas Percy |  |  |                                                 |  |
|                                           |                  | Eleanor Harbottle                    | Guiscard Harbottle                     |  |  |       |  |  |              |  |  |                                                 |  |
|                                           |                  | Eleanor Harbottle                    | Guiscard Harbottle                     |  |  |       |  |  |              |  |  |                                                 |  |
|                                           |                  | Eleanor Harbottle                    | Jane Willoughby                        |  |  |       |  |  |              |  |  |                                                 |  |
| Henry Percy, IX conte di Northumberland   |                  | Eleanor Harbottle                    |                                        |  |  |       |  |  |              |  |  |                                                 |  |
|                                           |                  | John Neville, IV barone Latimer      | John Neville, III barone Latimer       |  |  |       |  |  |              |  |  |                                                 |  |
|                                           |                  | John Neville, IV barone Latimer      | John Neville, III barone Latimer       |  |  |       |  |  |              |  |  |                                                 |  |
|                                           |                  | John Neville, IV barone Latimer      | Dorothy de Vere                        |  |  |       |  |  |              |  |  |                                                 |  |
| Catherine Neville                         |                  | John Neville, IV barone Latimer      |                                        |  |  |       |  |  |              |  |  |                                                 |  |
|                                           |                  | Lucy Somerset                        | Henry Somerset, II conte di Worcester  |  |  |       |  |  |              |  |  |                                                 |  |
|                                           |                  | Lucy Somerset                        | Henry Somerset, II conte di Worcester  |  |  |       |  |  |              |  |  |                                                 |  |
|                                           |                  | Lucy Somerset                        | Margaret Courtenay                     |  |  |       |  |  |              |  |  |                                                 |  |
| Algernon Percy, X conte di Northumberland |                  | Lucy Somerset                        |                                        |  |  |       |  |  |              |  |  |                                                 |  |
|                                           | Richard Devereux | Walter Devereux, I visconte Hereford |                                        |  |  |       |  |  |              |  |  |                                                 |  |
|                                           | Richard Devereux | Walter Devereux, I visconte Hereford |                                        |  |  |       |  |  |              |  |  |                                                 |  |
|                                           | Richard Devereux | Mary Grey                            |                                        |  |  |       |  |  |              |  |  |                                                 |  |
| Walter Devereux, I conte di Essex         | Richard Devereux |                                      |                                        |  |  |       |  |  |              |  |  |                                                 |  |
|                                           |                  | Dorothea Hastings                    | George Hastings, I conte di Huntingdon |  |  |       |  |  |              |  |  |                                                 |  |
|                                           |                  | Dorothea Hastings                    | George Hastings, I conte di Huntingdon |  |  |       |  |  |              |  |  |                                                 |  |
|                                           |                  | Dorothea Hastings                    | Anne Stafford                          |  |  |       |  |  |              |  |  |                                                 |  |
| Dorothy Devereux                          |                  | Dorothea Hastings                    |                                        |  |  |       |  |  |              |  |  |                                                 |  |
|                                           |                  | Francis Knollys                      | Robert Knollys                         |  |  |       |  |  |              |  |  |                                                 |  |
|                                           |                  | Francis Knollys                      | Robert Knollys                         |  |  |       |  |  |              |  |  |                                                 |  |
|                                           |                  | Francis Knollys                      | Lettice Penystone                      |  |  |       |  |  |              |  |  |                                                 |  |
| Lettice Knollys                           |                  | Francis Knollys                      |                                        |  |  |       |  |  |              |  |  |                                                 |  |
|                                           |                  | Catherine Carey                      | William Carey                          |  |  |       |  |  |              |  |  |                                                 |  |
|                                           |                  | Catherine Carey                      | William Carey                          |  |  |       |  |  |              |  |  |                                                 |  |
|                                           |                  | Catherine Carey                      | Mary Boleyn                            |  |  |       |  |  |              |  |  |                                                 |  |
|                                           |                  | Catherine Carey                      |                                        |  |  |       |  |  |              |  |  |                                                 |  |